# Calvarrasa de Abajo
Calvarrasa de Abajo település Spanyolországban, Salamanca tartományban. Calvarrasa de Abajo Cabrerizos, Aldealengua, Aldearrubia, San Morales, Huerta, Villagonzalo de Tormes, Machacón, Calvarrasa de Arriba és Pelabravo községekkel határos. Lakosainak száma 1201 fő (2024).

## Népesség
A település népessége az elmúlt években az alábbi módon változott:
| Lakosok száma | 985  | 1010 | 1097 | 1092 | 1146 | 1140 | 1152 | 1163 | 1173 | 1201 |
|               | 2001 | 2004 | 2007 | 2009 | 2012 | 2014 | 2017 | 2019 | 2022 | 2024 |